# Профессионально важные качества
Профессионально важные качества (ПВК) — признаки и качества, которые важны для успешного выполнения профессиональных задач работником на конкретной должности

## Разновидности профессионально важных качеств
С. Г. Геллерштейн выделил три вида ПВК:
- Устойчивые - при решении задач профотбора, карьерном консультировании предположительный будущий успех деятельности зависел от ПВК устойчивых, плохо поддающихся тренировке свойств индивидуальности, личности.
- Изменчивые - при исследовании профессиональной работоспособности, утомления в целях диагностики степени снижения психических функций под влиянием проделанной работы следовало выявить ПВК как наиболее изменчивые, временно нарушаемые в данной профессии под влиянием утомления психические функции. Именно эти функции и их свойства следовало измерять для суждения о степени профессионального утомления при выполнении сравниваемых видов нагрузки.
- Развиваемые - при решении задач профессионального обучения в центре внимания психологов оказывались такие психические функции, ПВК работника, которые обеспечивали его успешную работу и при этом поддавались развитию, тренировке, могли стать предметом целенаправленного развития, упражнения[2].

## Профессиограмма и профессиографирование
Процесс изучения конкретных профессий традиционно называют профессиографированием. Название неточное, так как проблема состоит не только в описании профессионального поведения или его результатов, но и в анализе своеобразия психики человека — субъекта труда. Итоговый текст, содержащий описание профессии, обозначается термином «профессиограмма». Профессии изучают не только психологи, но и экономисты, географы, социологи, гигиенисты, менеджеры (например, в области управления организацией стоит задача — аттестация трудовых постов или должностей). Для подбора персонала на определенные должности необходимы описания выполняемых специалистом задач и требуемых профессиональных знаний и умений, такие описания называются квалификационными характеристиками, они утверждаются руководством предприятия, ведомства по отношению к каждой профессии; в последнее время подобные документы называют профессиональными стандартами. Такой документ используется для аттестации работающих лиц, а также для формирования адекватных образовательных стандартов профессиональной деятельности, в соответствии с которыми составляются программы профессиональной подготовки в колледжах и вузах.

### Направления психологического профессиографирования
Рассматривая профессиональную деятельность в русле системного подхода, В. Д. Шадриков (1979) выделил семь направлений возможного анализа профессий.
- Генетический анализ профессии: рассмотрение профессии в ее возникновении и развитии; исследование становления функциональной системы деятельности в ходе профессионализации личности.
- Личностно-мотивационный анализ деятельности: выявление и изучение потребностей и мотивов личности, которые могут быт реализованы в данной профессии.
- Компонентно-целевой анализ: исследование компонентного состава задач в деятельности; действий как процессов; результатов действий, нормативных образцов, рекордов и ошибок.
- Информационный анализ: исследуется модальность и алфавит сигналов, несущих информацию в труде; измеряется количество информации; исследуются особенности процессов восприятия и переработки информации.
- Структурно-функциональный анализ: устанавливается структура деятельности, то есть ее связи между компонентами; значимость и вес этих компонентов и связей; организация деятельности во времени; сложность компонентов-задач и трудность или легкость их усвоения; требования деятельности к способностям, качествам субъекта для успешного выполнения каждого ее компонента.
- Индивидуально-психологический анализ: исследование индивидуальных стилей деятельности.
- Психофизиологический анализ: исследование функциональных состояний, типичных для трудовой деятельности, активационных ресурсов работников в их динамике.

В работах. Е. М. Ивановой выделены специализированные направления профессиографирования, учитывающие этап исследования и его прикладную цель .

## Психограмма
Психологам важно изучить и понять специфические требования той или иной профессии к психическим качествам работника. Упорядоченный набор ПВК называется профессиональной психограммой. Термин «психограмма» был предложен немецким психологом Уильямом Штерном (1871—1938).
В индустриальной психотехнике начала XX в. речь шла о психограмме как совокупности профессионально важных качеств личности профессионала. При этом составлялась некоторая модель наиболее важных, задействованных в изучаемой работе психических функций обобщенного субъекта труда — успешного профессионала. Такого рода модель служила основой для подбора психодиагностических методик и прогнозирования с их помощью успешности будущей профессиональной деятельности претендентов на конкретную вакансию (считалось, что успешная работа определяется в первую очередь наличием психических функций, способностей определенного уровня и качества). Например, психограмма успешного вагоновожатого (составленная берлинским психологом К.Траммом) включила следующие Функции: внимание; способность быстро принимать решения; присутствие духа; хорошее зрение, слух, глазомер; хорошая память; различение скорости движения; суставное чувство; технические способности; сопротивление усталости.

## Профессиональная пригодность
В.А. Бодров в своей работе  приводит определение профессиональной пригодности как индивидуальные особенности человека, необходимые для успешного выполнения трудовой (учебной) деятельности, его пригодность для конкретной деятельности.    